# Newark (Kalifornien)
|  | Dieser Artikel wurde aufgrund von inhaltlichen Mängeln auf der Qualitätssicherungsseite des Projektes USA eingetragen. Hilf mit, die Qualität dieses Artikels auf ein akzeptables Niveau zu bringen, und beteilige dich an der Diskussion! Eine nähere Beschreibung der zu behebenden Mängel fehlt. |

Newark [ˈnuːəɹk] ist eine Stadt im Alameda County im US-Bundesstaat Kalifornien mit 47.529 Einwohnern (Stand: 2020). Das Stadtgebiet hat eine Größe von 36,3 km². 

## Geographie
Newark liegt nahe dem Südostende der San Francisco Bay. Das Stadtgebiet wird komplett durch Fremont umschlossen.

## Wirtschaft
Die Stadt ist der Sitz des Automobilherstellers Lucid Motors.

## Persönlichkeiten
- Lawrence G. Rossin (1952–2012), Diplomat